# Lindon Victor
Lindon Victor, född 28 februari 1993, är en grenadisk mångkampare.

## Karriär
Vid VM i Budapest tog Victor brons i tiokampen. Han har tävlat i OS 2016 och 2020, och är uttagen att delta vid OS 2024 där han även är flaggbärare.